# 布勒-茹伊
布勒茹伊（法語：Breux-Jouy，法語發音：[bʁø ʒwi] ⓘ）是法国法兰西岛大区埃松省的一个市镇，属于埃唐普区。该市镇由布勒（Breux）和茹伊（Jouy）两村庄组成。

## 地理
布勒-茹伊（48°33'34"N, 2°9'18"E）面积4.68 平方千米，位于法国法蘭西島大區埃松省，该省份为法国北部内陆省份，北起上塞纳省和马恩河谷省，西接厄尔-卢瓦省和伊夫林省，南至卢瓦雷省，东临塞纳-马恩省。
与布勒-茹伊接壤的市镇（或旧市镇、城区）包括：布勒耶、圣谢龙、圣叙尔皮斯-德法维耶尔、圣永、苏济拉布里什。

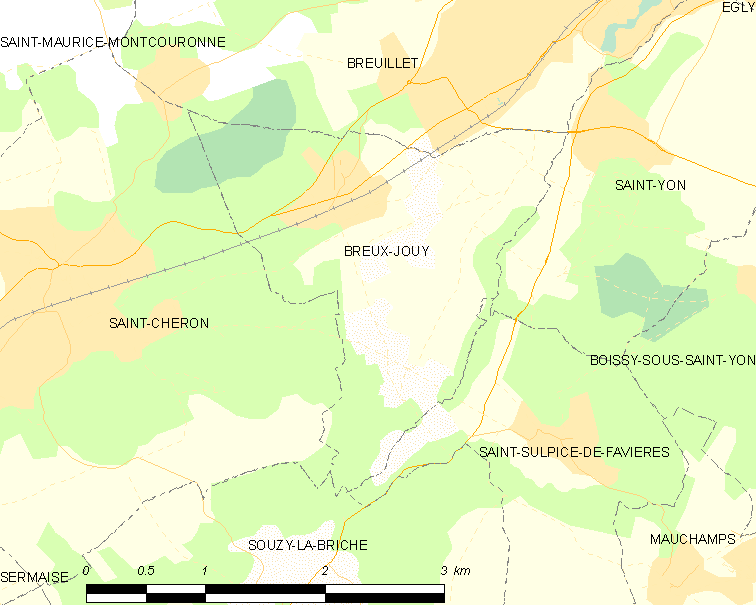
布勒-茹伊的OSM定位图

布勒-茹伊的时区为UTC+01:00、UTC+02:00（夏令时）。

## 行政
布勒-茹伊的邮政编码为91650，INSEE市镇编码为91106。

## 政治
布勒-茹伊所属的省级选区为杜尔当县。

## 人口

1962-2008年间布勒-茹伊人口变化图示

布勒-茹伊于2022年1月1日时的人口数量为1283人。